# Saulo Squarsone Rodrigues dos Santos
Saulo Squarsone Rodrigues dos Santos, művésznevén Saulo brazil labdarúgó, kapus. A brazíliai Salto községből származik, 1985. augusztus 10-én született São Paulóban. Korábban a Santos FC játékosa volt, jelenleg Olaszországban, az Udineseben véd.
1. ↑  Goal.com[halott link]